# Moieralm
Die Moieralm (auch: Maier- und Huber-Alm) ist eine Alm in Grassau.

## Bauten
Der Frauenkaser befindet sich am Südhang des Breitenbergs. Das Erdgeschoss ist verputzt, der obere Bereich senkrecht verbrettert. An der Südostseite befindet sich eine Giebellaube und der Zugang zum Gebäude. Auf der gegenüberliegenden Seite befindet sich die Hocheinfahrt. Vor der Südostseite befindet sich eine Betonbühne, die auf Stützmauern ruht. Auf der südlichen Traufseite ist eine Hausbank angebracht. Zum Kaser gehört ein Grand mit Wasserhahn. 
Der zweite Kaser befindet sich östlich des Frauenkasers unterhalb des Sattels und wurde 2005 renoviert. Das aus Steinen erbaute Gebäude ist verputzt und geschlämmt.

## Geschichte
Der Name des Frauenkasers und die Bezeichnung als Frauenalm geht zurück auf die Grundherrschaft des Benediktinerklosters Frauenchiemsee über das Hubergut in Rottau, das wiederum Inhaber der früheren Huberalm war. 
1906 kauft Michel Sichler vom Moierhof die Alm von Josef Uth, dem Besitzer des Huberhofes in Rottau. Seitdem heißt die Alm Moieralm.
Nach dem Neubau des Frauenkasers wurde der Huberkaser, der sich etwa 300 Meter nördlich des heutigen Frauenkasers befand, abgebrochen. Heute finden sich vom Huberkaser noch einige Reste des Fundaments im Gelände.

## Heutige Nutzung
Die Moieralm ist bestoßen und bewirtet, der Senner verkauft kleine Brotzeiten und Getränke.

## Lage
Die Moieralm befindet sich im Almgebiet der Grassauer Almen nördlich des Großstaffn auf etwa halbem Weg zwischen Hefteralm und Bauernschmiedalm auf einer Höhe von 1000 m ü. NN.